# Trentepohlia (Mongoma) ibelensis
Trentepohlia (Mongoma) ibelensis is een tweevleugelige uit de familie steltmuggen (Limoniidae). De soort komt voor in het Australaziatisch gebied.